# تیموتی کارهارت
تیموتی کارهارت (انگلیسی: Timothy Carhart؛ زادهٔ ۲۴ دسامبر ۱۹۵۳) هنرپیشه اهل ایالات متحده آمریکا است.
از فیلم‌ها یا برنامه‌های تلویزیونی که وی در آن نقش داشته‌است می‌توان به پرونده‌های ایکس، به من دروغ بگو، ۲۴، شکارچیان روح، سی‌اس‌آی، دختر شاغل، ذهن‌های مجرم، مد من، بهشت و زمین، کسل، ایر فورس وان، شکار برای اکتبر سرخ، کادیلاک صورتی، پلیس بورلی هیلز ۳، تلما و لوییز، مایه ننگ، پروژه منهتن، آزادی شیرین، مبارزه برای باقی‌ماندن و غرب رد راک اشاره کرد.